# Abdelbasset Hannachi
Abdelbasset Hannachi (2 de febrero de 1985) es un ciclista profesional argelino.

## Palmarés
| 2007 - 1 etapa del Tour des Aéroports 2008 - 2 etapas del Tour de Mauricio - Internacional Gran Premio Losail 2009 - 1 etapa del Tour de Irán - 1 etapa del Tour del Este de Java - 1 etapa del Tour des Aéroports 2010 - 2 etapas de la Vuelta a Libia 2011 - 3.º en los Juegos Panafricanos en contrarreloj por equipos | 2013 - 1 etapa del Fenkel Northern Redsea - 1 etapa del Tour de Eritrea - 1 etapa del Tour de Argelia - 1 etapa del Tour de Tipaza - 2 etapas del Tour de Faso - 3.º en los Juegos Mediterráneos en la carrera en ruta 2014 - Campeonato de Argelia en Ruta - 1 etapa de la Vuelta a Marruecos 2015 - Tour de Annaba, más 2 etapas - Critérium Internacional de Blida |

## Equipos
- Doha Team (2008-2009)
- TT Raiko Argon 18 (2011)
- Groupement Sportif Petrolier Algérie (2012-2015)
- Sharjah Team (2016)